# Smittestop
Smittestop (skrevet Smitte|stop) var en dansk app til mobiltelefoner (frigivet 18. juni 2020.), der skulle være med til at begrænse spredningen af covid-19 i Danmark.
Appen blev udviklet af Netcompany for Sundheds- og Ældreministeriet, Styrelsen for Patientsikkerhed, Statens Serum Institut, Sundhedsstyrelsen og Digitaliseringsstyrelsen.  Den blev udviklet efter en politisk aftale mellem Regeringen Mette Frederiksen, Venstre, Radikale Venstre, Socialistisk Folkeparti, Enhedslisten, Det Konservative Folkeparti, Liberal Alliance, Alternativet og Susanne Zimmer.
Appen fungerede således, at den via bluetooth var i forbindelse med andre telefoner i nærheden, der havde appen installeret. Personer, der blev testet positive for covid-19, kunne oplyse dette via Smittestop-appen, der efterfølgende gav besked til andre brugere af appen, der havde været i nærheden af den smittede i mere end ca. et kvarter og inden for en meters afstand. Man fik ikke at vide, hvem denne smittede person var. Pr. 25. marts 2022 havde appen været downloadet 2,5 mio. gange. Appen brugte en teknologi, der var udviklet af Google og Apple.
Appen blev kritiseret for både at have været alt for dyr at udvikle, og for ikke at virke efter hensigten, idet der var mange problemer med, at personer der havde været tæt på smittede aldrig fik besked.
Appen lukkede i slutningen af marts 2022 efter at have været downloadet mere end 2,5 mio gange. Over en halv million mennesker registrerede sig som smittet i appen.